# Stary Widzew (osiedle administracyjne)

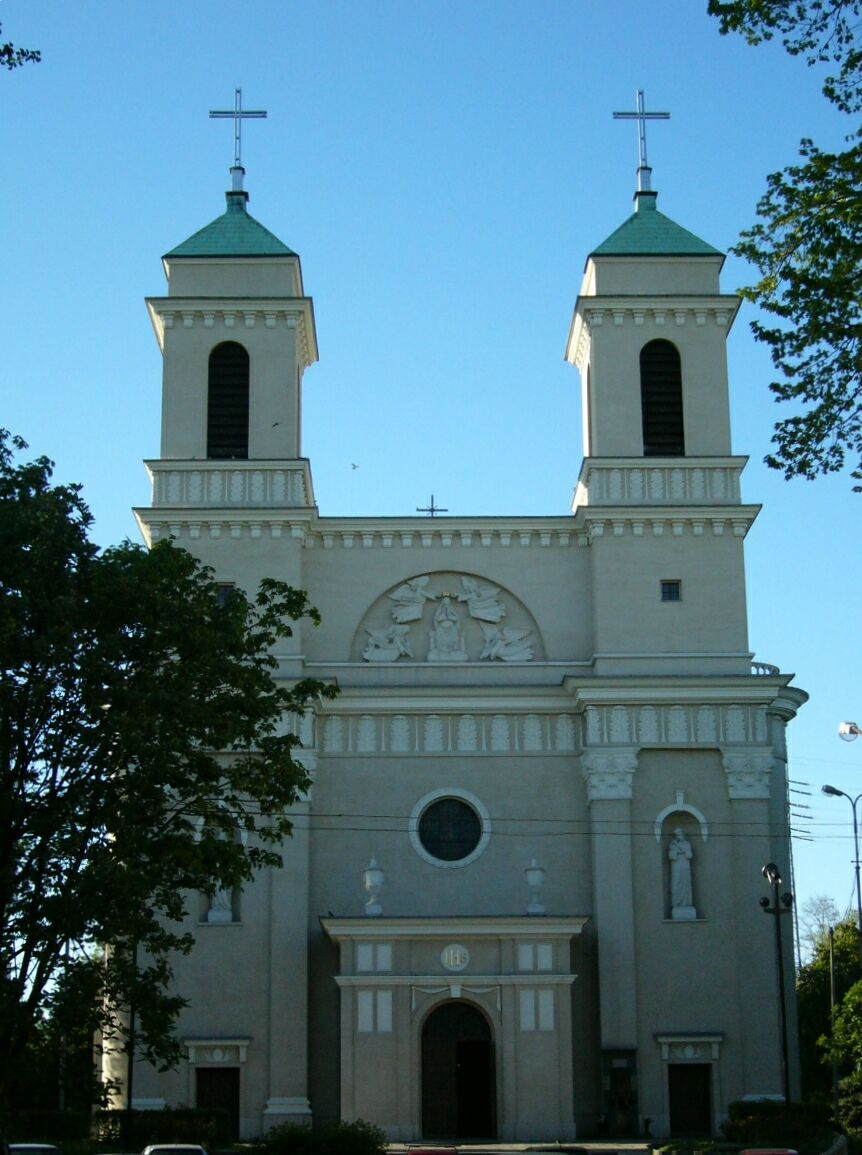
Kościół św. Kazimierza

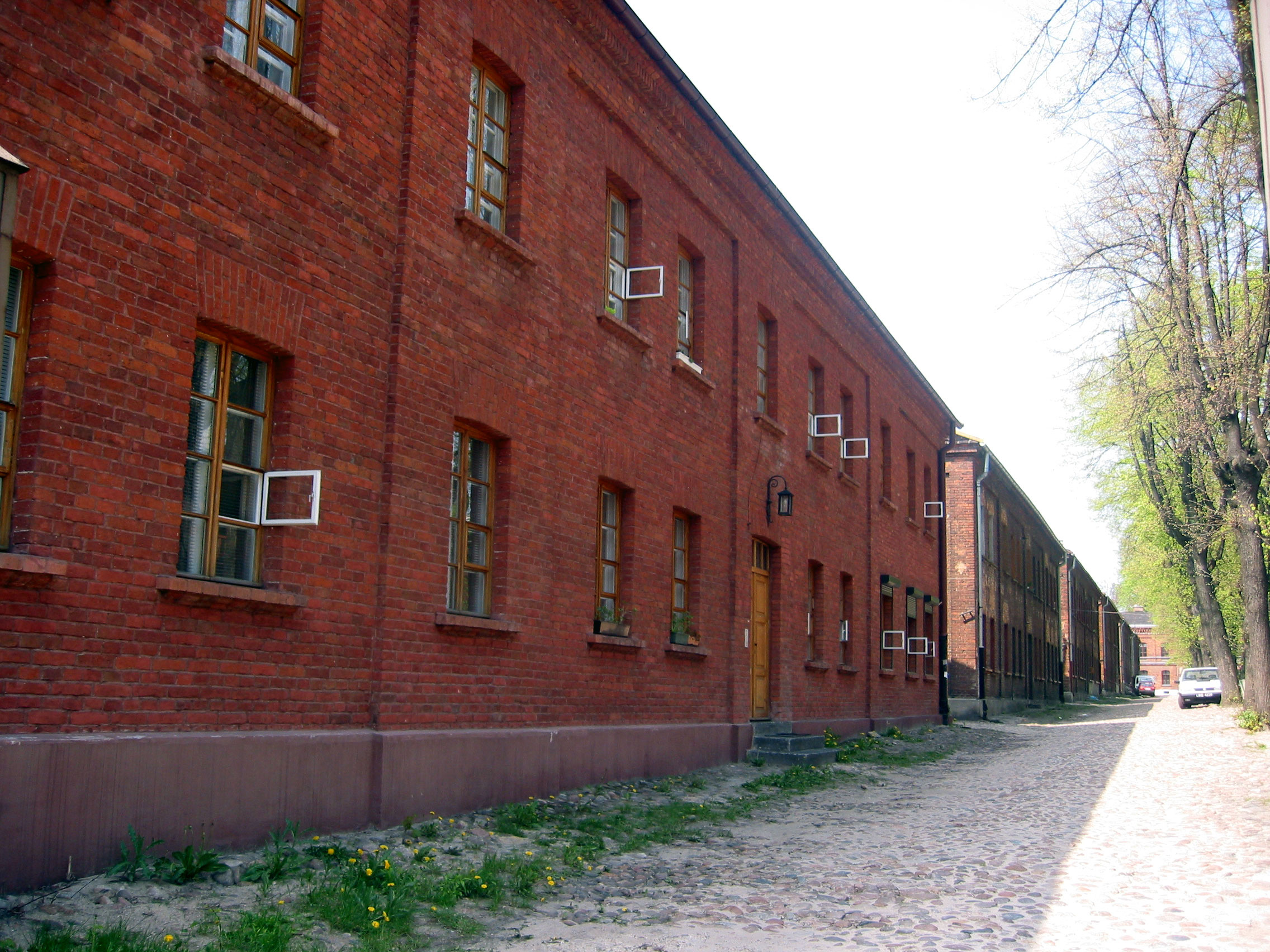
Księży Młyn

Stary Widzew – osiedle administracyjne we wschodniej części Łodzi, najbardziej na zachód wysunięta część dzielnicy Widzew, położone na obszarze dawnej podłódzkiej wsi Widzew. W 2024 roku zamieszkiwane było przez 19 065 osób.

## Zabudowa
W przeciwieństwie do innych części dzielnicy (np. Mileszki czy Nowosolna) zabudowa Starego Widzewa nosi zwarty, miejski charakter. Tereny te wchłonięte zostały przez miasto jako jedne z pierwszych, w 1906 roku (granicą była obecna ulica Widzewska). Bezpośrednio po przyłączeniu do miasta dzielnica, mająca od tej pory charakter robotniczo-przemysłowy (w przeciwieństwie do wschodniej-rolniczej części dzisiejszego Widzewa), szybko odczuła dobrodziejstwa wynikające z przynależności do miasta: przeprowadzona została elektryfikacja, kanalizacja, ulice zostały wybrukowane. 24/25 listopada 1936 konsekrowany został pierwszy w okolicy kościół parafialny – kościół św. Kazimierza stojący do dziś przy ulicy Niciarnianej.

## Infrastruktura
Obecnie, po podziale miasta na osiedla administracyjne, termin Stary Widzew odnosi się do znacznie większego obszaru niż przed laty – m.in. włączono do niego będące do dziś największą jego atrakcją turystyczną zabytkowe osiedle Księży Młyn. Dużą część Starego Widzewa stanowią tereny przemysłowe (dawne zakłady ˌˌAnilanaˈˈ, drukarnia prasowa). Pozostałe tereny to w większości zwarta zabudowa typu miejskiego. Głównymi arteriami osiedla są przecinające je na pół aleja marsz. Józefa Piłsudskiego (w kierunku wschód-zachód) oraz aleja marsz. Edwarda Śmigłego-Rydza przechodząca w ulicę Kopcińskiego (północ-południe), inne ważne drogi to ulice: Niciarniana, Nawrot, Kazimierza, Przędzalniana, Józefa, Zbiorcza, Nowa, Tuwima, Miedziana oraz Szpitalna. Ponadto na terenie Starego Widzewa siedzibę mają liczne drobne sklepy, dom kultury, przychodnie lekarskie, hipermarket Auchan, liczne szkoły (m.in. II LO imienia Gabriela Narutowicza – pierwsza w mieście szkoła średnia w której nauczanie było prowadzone w języku polskim), pięć parków (nad Jasieniem, Park Źródliska, Park im. Jana Kilińskiego, Park Widzewski oraz Park Jordanka), komisariat policji oraz dwa kościoły (św. Kazimierza oraz św. Apostołów Piotra i Pawła). Na terenie osiedla znajduje się również kolejowy przystanek osobowy Łódź Niciarniana.

## Adres rady osiedla
Adres rady osiedla:
Osiedle Stary Widzew
ul.Przędzalniana 22
90-034 Łódź
42 674 05 14
rada@ro-starywidzew.info